# ウィラード・ハイク
ウィラード・ミラー・ハイク・ジュニア（Willard Miller Huyck, Jr.、1945年9月8日 - ）は、アメリカ合衆国の映画監督・脚本家・映画プロデューサー。カリフォルニア州出身。ジョージ・ルーカスの補佐で知られる。

## 来歴
南カリフォルニア大学映画芸術学部に通い、映画製作グループの「The Dirty Dozen」と出会う。妻のグロリア・カッツと共に『アメリカン・グラフィティ』、『インディ・ジョーンズ/魔宮の伝説』、『ハワード・ザ・ダック/暗黒魔王の陰謀』などを製作している。

## フィルモグラフィ
- ダーク・ファイター8 The Devil's 8 (1969) - 脚本
- メサイア・オブ・デッド Messiah of Evil (1973) - 監督・製作・脚本
- アメリカン・グラフィティ American Graffiti (1973) - 脚本
- ラッキー・レディ Lucky Lady (1975) - 脚本
- フレンチグラフィティ French Postcards (1979) - 	監督・脚本
- おかしな関係 Best Defense (1984) - 監督・脚本
- インディ・ジョーンズ/魔宮の伝説 Indiana Jones and the Temple of Doom (1984) - 脚本
- ハワード・ザ・ダック/暗黒魔王の陰謀 Howard the Duck (1986) - 	監督・脚本
- Mothers, Daughters and Lovers (1989、テレビ映画) - 製作総指揮・脚本
- 笑撃生放送! ラジオ殺人事件 Radioland Murders (1994) - 脚本
- Secrets of a Hollywood Nurse (2008、テレビ映画) - 脚本